# What Is Love
Pour l’article homonyme, voir What Is Love (chanson d'EXO).
Singles de Haddaway
Life (en)
(1993)
Clip vidéo
[vidéo] « Haddaway - What Is Love », sur YouTube
Pistes de L'Album (en)
Life
(2)
What Is Love (Qu'est ce que l'amour, en anglais) est une chanson-tube d'eurodance, du chanteur trinidadien Haddaway. Elle est sortie en single le 8 mai 1993 chez Coconut Records, extraite de son premier album The Album (en) (L'Album en France) de 1993. Ce premier tube emblématique des années 1990 d'Haddaway, vendue à plus de 2,6 millions d'exemplaires dans le monde, le propulse au sommet des charts internationaux : numéro un dans 13 pays, dont la France durant 5 semaines, et 11e aux États-Unis dans le Billboard Hot 100. 

## Contexte et composition
Cette chanson d'amour est écrite et produite par les auteur-compositeur-producteur allemand Junior Torello et Dee Dee Halligan (Tony Hendrik (en)), et enregistrée par Haddaway chez Coconut Records à Cologne en Allemagne « What is love, Qu'est-ce que l'amour, Bébé ne me blesse pas, Oh je ne sais pas, Pourquoi tu n'es pas correcte, Je te donne mon amour, Mais tu n'y portes pas attention, Alors qu'est-ce qui est vrai, Et qu'est-ce qui est faux, Donne moi une explication, Oh je ne sais pas, Ce que je peux faire, Ce que je peux dire d'autre, C'est comme tu veux, Je sais que nous ne sommes qu'un, Juste toi et moi, Je ne peux pas partir, Je ne veux personne d'autre, Pas d'autre amour, C'est ta vie, Notre temps, Quand nous sommes ensemble, J'ai besoin de toi pour toujours, Est-ce l'amour... ». Le clip est tourné dans un luxueux décor de château avec une chorégraphie de femmes-vampires. 

## Sortie et postérité
What Is Love est sorti en Europe en mai 1993 et aux États-Unis en août 1993.
Interrogé sur la signification de What Is Love dans une interview de 2015, Haddaway a déclaré : « Les gens me demandent toujours ce que je voulais dire, (...) je voulais dire que What Is Love doit être défini par chacun par sa propre définition. C'est unique et individuel. Pour moi, cela a à voir avec la confiance, l'honnêteté et le dévouement ».
Le titre a été repris et adapté par divers artistes, notamment avec succès en version electro house par Klaas en 2009, puis par Lost Frequencies en 2016.

## Réception

### Accueil critique
Jose F. Promis, critique pour AllMusic, a qualifié la chanson de « l'un des airs de danse par excellence des années 1990 ». Victor Beigelman du A.V. Club l'a noté comme un « tube d'europop qui plus de 20 ans plus tard reste implacablement accrocheur et beaucoup plus profond qu'il n'a jamais eu le droit de l'être ». Larry Flick du Billboard l'a décrite comme une « chanson pop-house glorieuse » et a noté que « le refrain follement accrocheur est complété par un arrangement lisse et synthétisé. Haddaway évoquera des images de Seal et Sydney Youngblood avec son baryton mondain. Un succès de danse infaillible qui a la force de se frayer un chemin dans les formats pop avec facilité ». Le Columbia Daily Spectator a écrit que la chanson « vous transportera instantanément à l'âge d'or de la musique house ». Dave Sholin du Gavin Report a commenté, « Essayez de rester assis quelques secondes après que cette entrée optimiste entre en jeu ». Il a également noté que le style de Haddaway « rappelle les Fine Young Cannibals et c'est tout aussi excitant ». Mike Wood d'Idolator l'a appelé un hymne « accrocheur » qui « a imprégné notre conscience collective étant donné le jeu aérien fortement répété ». Music & Media commente que la chanson avait un « rythme house rapide augmenté par la voix profondément soul de Nestor Haddaway. C'est certainement à égalité avec tout ce qui est sorti de la scène deep house de Chicago depuis un certain temps ». Wendi Cermak de The Network Forty l'a décrite comme une chanson « splendide » et a noté que « les coups de synthé auriculaire dans la version longue tirent des chances égales à Vegas pour la capacité de remplissage de piste de danse et les cris d'édition pour la diffusion radio... ». Luke Turner du Quietus a écrit que « What Is Love frappe parce qu'il réussit à être deux choses - un air d'âme formidable mais aussi plutôt sévère aussi, avec des lignes de synthé infernalement naggy et une répétition percutante dans les rythmes ».

### Accueil commercial
What Is Love a atteint la première place des classements dans 13 pays : Autriche, Belgique, Danemark, Espagne, Finlande, France, Irlande, Italie, Norvège, Pays-Bas, Portugal, Suisse et Zimbabwe. En Suède, en Allemagne et au Royaume-Uni, il a atteint un sommet à la deuxième place. Dans ce dernier, la chanson a atteint cette position sur le UK Singles Chart lors de sa cinquième semaine dans le classement, le 27 juin 1993. De plus, What Is Love a été un succès en Islande, atteignant la troisième place, et il a réussi à grimper à la première place également sur l'Eurochart Hot 100. Entrant à la 87e place le 28 août 1993, la chanson a atteint le numéro 11 sur le Billboard Hot 100 aux États-Unis. La chanson a également atteint la 12e place en Australie. En mars 1994, les ventes mondiales de What Is Love s'accumulaient à 2,6 millions.

## Récompenses
| Année | Éditeur       | Pays        | Accolade / Prix                                                       | Position / Résultat |
| ----- | ------------- | ----------- | --------------------------------------------------------------------- | ------------------- |
| 1994  | Echo Award    | Allemagne   | Meilleur single national                                              | Lauréat             |
| 1994  | Echo Award    | Allemagne   | Meilleur single de dance national                                     | Lauréat             |
| 2005  | Bruce Pollock | États-Unis  | Les 7 500 chansons plus importantes de 1944-2000                      | *                   |
| 2011  | Paste         | États-Unis  | Succès sans lendemain impressionnants des années 1990                 | 6                   |
| 2011  | MTV Dance     | Royaume-Uni | Les plus grands hymnes de dance des années 90 de tous les temps       | 57                  |
| 2012  | Porcys        | Pologne     | 100 singles 1990-1999                                                 | 77                  |
| 2013  | Complex       | États-Unis  | 10 classiques d'eurodance essentiels                                  | *                   |
| 2013  | Max (en)      | Australie   | Les 1000 meilleures chansons de tous les temps                        | 189                 |
| 2013  | Vibe          | États-Unis  | Avant l'EDM: 30 chansons de dance des années 90 qui ont changé le jeu | 4                   |
| 2014  | Idolator (en) | États-Unis  | Les 50 meilleures singles de pop de 1994                              | 5                   |
| 2017  | BuzzFeed      | États-Unis  | Les 101 meilleures chansons de dance des années 90                    | 11                  |
| 2019  | Elle          | États-Unis  | 52 meilleures chansons de pop des années 1990                         | 39                  |
| 2019  | Insider       | États-Unis  | Les 57 meilleurs succès sans lendemain de tous les temps              | *                   |

(*) indicates the list is unordered.

## Dans la culture populaire
La chanson est devenue un mème internet, avec un sketch du Saturday Night Live de 1996 montrant les invités en sortie nocturne, dansant sur le tube. Cette partie assez populaire est présente notamment dans Une nuit au Roxbury.

### Au cinéma et à la télévision
- 1998 : Une nuit au Roxbury, de John Fortenberry[30]
- 2016 : War Dogs, de Todd Phillips
- 2018 : Black Panther, de Ryan Coogler (brièvement chantée par Ulysses Klaue)
- 2019 : Play, d'Anthony Marciano
- 2020 : Sex Education (série télévisée) de Laurie Nunn (dans l'épisode 3 de la saison 2)
- 2023 : Percy Jackson et les Olympiens (série télévisée) de Rick Riordan et Jonathan E. Steinberg (dans l'épisode 5 de la saison 1)
- 2024 : Anthracite (série télévisée) de Fanny Robert et Maxime Berthemy

## Formats et liste des pistes
| 1. | What Is Love    | 4:28 |
| 2. | Sing About Love | 3:12 |

| 1. | What Is Love (7" Mix)   | 4:29 |
| 2. | What Is Love (12" Mix)  | 6:40 |
| 3. | What Is Love (Club Mix) | 5:02 |
| 4. | Sing About Love         | 4:36 |

| 1. | What Is Love (Eat This Mix – Radio Edit) | 4:19 |
| 2. | What Is Love (Refreshmento Extro mix)    | 3:52 |

| 1. | What Is Love (Eat This Mix)       | 6:54 |
| 2. | What Is Love (Tour De Trance Mix) | 6:00 |
| 3. | What Is Love (7" Mix)             | 3:52 |

| 1. | What Is Love (Video Mix)                | 3:16 |
| 2. | What Is Love (Reloaded Mix)             | 6:09 |
| 3. | What Is Love (What Is Club Mix)         | 6:39 |
| 4. | What Is Love (Jens O.'s Hard Remix)     | 5:32 |
| 5. | What Is Love (Nathan Jolly's NRG Remix) | 6:48 |
| 6. | What Is Love (Radio Edit)               | 2:56 |
| 7. | What Is Club Mix (Lunaris Remix)        | 6:21 |

## Classements et certifications

### Classements hebdomadaires
| Classement (1993–1994)                          | Meilleure position |
| ----------------------------------------------- | ------------------ |
| Allemagne (Media Control AG)                    | 2                  |
| Australie (ARIA)                                | 12                 |
| Autriche (Ö3 Austria Top 40)                    | 1                  |
| Belgique (Flandre Ultratop 50 Singles)          | 1                  |
| Belgique (Flandre VRT Top 30)                   | 1                  |
| Canada (RPM Top Singles)                        | 17                 |
| Canada (RPM Dance/Urban)                        | 2                  |
| Danemark (IFPI)                                 | 1                  |
| Espagne (AFYVE)                                 | 1                  |
| États-Unis (Hot 100)                            | 11                 |
| États-Unis (Hot Dance Club Play)                | 9                  |
| États-Unis (Hot Dance Music/Maxi-Singles Sales) | 6                  |
| États-Unis (Rhythmic Top 40)                    | 15                 |
| États-Unis (Pop Airplay)                        | 4                  |
| États-Unis (Cash Box Top 100)                   | 9                  |
| Europe (Eurochart Hot 100)                      | 1                  |
| Finlande (Suomen virallinen lista)              | 1                  |
| France (SNEP)                                   | 1                  |
| Irlande (IRMA)                                  | 1                  |
| Islande (Íslenski listinn Topp 40)              | 3                  |
| Italie (FIMI)                                   | 1                  |
| Norvège (VG-lista)                              | 1                  |
| Nouvelle-Zélande (RMNZ)                         | 48                 |
| Pays-Bas (Nederlandse Top 40)                   | 1                  |
| Pays-Bas (Single Top 100)                       | 1                  |
| Portugal (AFP)                                  | 1                  |
| Royaume-Uni (UK Singles Chart)                  | 2                  |
| Suède (Sverigetopplistan)                       | 2                  |
| Suisse (Schweizer Hitparade)                    | 1                  |

| Classement (2020)   | Meilleure position |
| ------------------- | ------------------ |
| Pologne (ZPAV)      | 51                 |
| Slovénie (SloTop50) | 46                 |

| Classement (1993)            | Meilleure position |
| ---------------------------- | ------------------ |
| Espagne (AFYVE)              | 4                  |
| Suisse (Schweizer Hitparade) | 15                 |

| Classement (2003)            | Meilleure position |
| ---------------------------- | ------------------ |
| Allemagne (Media Control AG) | 51                 |
| Autriche (Ö3 Austria Top 40) | 49                 |
| Danemark (Tracklisten)       | 20                 |
| Pays-Bas (Single Top 100)    | 100                |
| Suisse (Schweizer Hitparade) | 92                 |

| Classement (2008)              | Meilleure position |
| ------------------------------ | ------------------ |
| États-Unis (Hot Digital Songs) | 68                 |

| Classement (2012)      | Meilleure position |
| ---------------------- | ------------------ |
| Danemark (Tracklisten) | 31                 |

| Classement (1993)                  | Position |
| ---------------------------------- | -------- |
| Allemagne (Media Control AG)       | 2        |
| Australie(ARIA)                    | 78       |
| Autriche (Ö3 Austria Top 40)       | 3        |
| Belgique (Flandre Ultratop 50)     | 3        |
| Canada (RPM Dance/Urban)           | 2        |
| États-Unis (Hot 100)               | 82       |
| Europe (Eurochart Hot 100)         | 2        |
| Islande (Íslenski listinn Topp 40) | 24       |
| Italie (FIMI)                      | 5        |
| Pays-Bas (Nederlandse Top 40)      | 2        |
| Pays-Bas (Single Top 100)          | 4        |
| Royaume-Uni (UK Singles Chart)     | 8        |
| Suisse (Schweizer Hitparade)       | 2        |

| Classement (1994)    | Position |
| -------------------- | -------- |
| États-Unis (Hot 100) | 97       |

| Pays | Certification | Ventes certifiées |
| --- | ------------- | ----------------- |
| Allemagne (BVMI) | 3 × Or        | 750 000^          |
| Australie (ARIA) | Or            | 35 000^           |
| Autriche (IFPI) | Platine       | 30 000*           |
| Danemark (IFPI) | Or            | 45 000^           |
| États-Unis (RIAA) | Or            | 500 000^          |
| Italie (FIMI) | Platine       | 50 000*           |
| Royaume-Uni (BPI) | Argent        | 200 000^          |
| Suède (IFPI) | Or            | 10 000^           |
| *Ventes selon la certification ^Mise en rayon selon la certification xNon précisé par la certification ‡ventes/streaming selon la certification |               |                   |

## Reprises

### Reprise de Klaas
Singles de Klaas
Our Own Way
(2010)
Clip vidéo
[vidéo] « Klaas meets Haddaway - What is Love », sur YouTube
What Is Love 2K9 est une chanson electro house du DJ allemand Klaas sorti le 28 août 2009. Reprise 2009 du titre de Haddaway, la chanson a été écrite par Dee Dee Halligan, Junior Torello et produit par Klaas. Le single parvient à se classer dans 5 pays européens différents et atteint le top 5 en France.

#### Clip vidéo
Le clip a été mis en ligne sur le site de partage YouTube par le compte M6MusicLabel le 25 novembre 2009 soit près de trois mois après sa sortie single. La vidéo a été visionnée plus de 16 millions de fois, on y voit des personnes faire la fête dans une maison animé par le DJ Klaas[source insuffisante].

#### Classements
| Classement (2009–2010)                 | Meilleure position |
| -------------------------------------- | ------------------ |
| Allemagne (Media Control AG)           | 60                 |
| Autriche (Ö3 Austria Top 40)           | 37                 |
| Belgique (Flandre Ultratop 50 Singles) | 41                 |
| Belgique (Flandre Ultratop 50 Dance)   | 25                 |
| Belgique (Wallonie Ultratip 50)        | 9                  |
| Belgique (Wallonie Ultratop 50 Dance)  | 25                 |
| France (SNEP)                          | 5                  |
| France (Club 40)                       | 2                  |
| Suède (Sverigetopplistan)              | 49                 |

### Reprise de Lost Frequencies
Singles de Lost Frequencies
Beautiful Life (en)
(2016) All or Nothing
(2017)
Clip vidéo
[vidéo] « What Is Love 2016 », sur YouTube
En 2016, le disc jockey belge Lost Frequencies a sorti une reprise intitulée What Is Love 2016, en tant que quatrième single de son premier album Less Is More. Il était en fait déjà produit en 2014 comme un remix pour la reprise par Jaymes Young de What is Love. Cette version a été refaite pour l'album et est devenue un succès dans un certain nombre de classement à travers l'Europe et a atteint la première place du classement Ultratop pour la Belgique néerlandophone.

#### Clip vidéo
Un clip officiel a été sorti et a été réalisé par Soulvizion. Il met en vedette le joueur professionnel néerlandais de basket-ball Don Rigters (en) qui joue le rôle de David Rose, un joueur de basket-ball qui est gravement blessé en essayant de faire un retour au jeu avec les encouragements de sa petite amie, joué par Melissa Kanza, ses trois coéquipiers, Alkenah Wansing, Jeroen Jansen et Lindy Chippendel, et par son entraîneur de basket-ball, joué par J.E. Rigters.

#### Liste des pistes
- Armada / Mostiko, 7 octobre 2016

1. "What Is Love 2016" – 2:52

- Armada / Mostiko, 28 octobre 2016

1. What Is Love 2016" (Regi & Lester Williams Remix) – 4:21

- Lost & Cie / Armada, 11 novembre 2016

1. "What Is Love 2016" (Regi & Lester Williams Remix) – 3:08
2. "What Is Love 2016" (Regi & Lester Williams Extended Remix) – 4:10

- Armada / Mostiko, 6 janvier 2017

1. "What Is Love 2016" (Mike Mago Remix) – 3:29
2. "What Is Love 2016" (Zonderling Remix) – 3:11
3. "What Is Love 2016" (Galactic Marvl Remix) – 2:54
4. "What Is Love 2016" (Rose Remix) – 3:08
5. "What Is Love 2016" (Mike Mago Extended Remix) – 5:49
6. "What Is Love 2016" (Zonderling Extended Remix) – 4:27
7. "What Is Love 2016" (Rose Extended Remix) – 4:08
8. "What Is Love 2016" (Dimitri Vegas & Like Mike Remix) – 3:29

#### Classements et certifications
| Classement (2016–2017)                  | Meilleure position |
| --------------------------------------- | ------------------ |
| Allemagne (GfK Entertainment)           | 24                 |
| Autriche (Ö3 Austria Top 40)            | 20                 |
| Belgique (Flandre Ultratop 50 Singles)  | 1                  |
| Belgique (Wallonie Ultratop 50 Singles) | 12                 |
| France (SNEP)                           | 92                 |
| Hongrie (Rádiós Top 40)                 | 40                 |
| Pays-Bas (Single Top 100)               | 73                 |
| Pologne (ZPAV)                          | 29                 |
| Slovaquie (IFPI Rádio)                  | 38                 |
| Slovénie (SloTop50)                     | 20                 |
| Suède (Sverigetopplistan)               | 99                 |
| Suisse (Schweizer Hitparade)            | 52                 |

| Classement (2016)              | Meilleure position |
| ------------------------------ | ------------------ |
| Belgique (Flandre Ultratop 50) | 41                 |

| Région | Certification | Ventes/Streams |
| --- | ------------- | -------------- |
| Belgique (BEA) | 2 × Platine   | 80 000*        |
| Allemagne (BM) | Or            | 200 000^       |
| *Ventes selon la certification ^Mise en rayon selon la certification xNon précisé par la certification ‡ventes/streaming selon la certification |               |                |

### Autres reprises et échantillonnages
- En 2007, la chanson a été reprise par le groupe de rock indépendant The Gossip, avec la chanteuse Beth Ditto changeant les paroles du refrain en « When Is Lunch? - Baby I'm Hungry - I'm Hungry, For More » (« Quand est le déjeuner ? Bébé j'ai faim, j'ai faim de plus »)[115].
- En 2009, la chanteuse et compositrice américaine Diane Birch a complètement réarrangé la chanson, qui plus tard a été présentée sur Mashup Monday du magazine Billboard en 2010.
- En 2009, le groupe d'eurodance allemand No Mercy reprend la chanson[116].
- En 2010, la rappeuse américaine Sharaya J (en) a échantillonné le refrain pour sa performance sur la tournée européenne de Missy Elliott.
- En 2010, le boys band suédois E.M.D a sorti une version de ballade piano de What Is Love en tant que deuxième single de leur deuxième album studio Rewind.
- En 2010, les rappeurs américains Eminem et Lil Wayne ont échantillonné la chanson pour le single No Love du septième album studio d'Eminem, Recovery.
- En 2014, la chanteuse canadienne Kiesza a fait une « reprise piano-et-synthé » de la chanson[117].
- En 2021, le disc jockey américain Stephen Oaks reprend la chanson en bilingue espagnol-anglais sous le titre Es amor (What Is Love). Cette version met en vedette le chanteur américain Nicky Jam et la chanteuse vénézuélienne Emy Perez[118].
- En 2023, Baby Don't Hurt Me (en) est une reprise de David Guetta, Anne-Marie et Coi Leray.